# 陳維國
陈维国，字大治，湖廣武陵縣人。清朝政治人物、同進士出身。

## 生平
明崇禎十五年（1642年）壬午科湖廣鄉試舉人，清順治九年（1652年）壬辰科進士，历官信陽縣知縣，有《坦山山人集》。